# Kościół Zmartwychwstania Pańskiego w Krakowie (ul. Szkolna)
Kościół Zmartwychwstania Pańskiego – kościół rzymskokatolicki znajdujący się w Krakowie, w dzielnicy XI Podgórze Duchackie przy ul. Szkolnej 4. Posługę pełnią ojcowie zmartwychwstańcy.
Kościół wybudowano w latach 1975–1989 w stylu postmodernistycznym według projektu architekta Antoniego Mazura. Konsekrowany został w 1989 r.

## Źródła
- Witryna parafii. wola1.xcr.pl.